# Nuxeo EP
Nuxeo EP ist ein freies Enterprise-Content-Management-System, das vom Unternehmen Nuxeo SA entwickelt wurde. Das System bietet hierbei marktübliche Funktionalitäten für Dokumentenmanagement, inklusive Schriftgutverwaltung und Workflow.

## Architektur
Nuxeo basiert auf Jakarta-EE-Open-Source-Technologien wie z. B. OSGi, Apache Jackrabbit, Hibernate, Lucene oder JavaServer Faces.
Nuxeo EP kann einfach mit Plug-ins an spezielle Situationen angepasst werden.
Die Architektur von Nuxeo nutzt folgende offenen Standards:
- Repository API: Java Content Repository API
- Identity Management/SingleSignOn: LDAP, MS Active Directory
- Web Services API und Nutzung von Webservices und RSS
- Workflow: BPEL/jBPM, WfMC

## Geschichte
Das Nuxeo-Projekt wurde im September 2007 angekündigt als Neuimplementation des Nuxeo Collaborative Portal Server (Nuxeo CPS) und als Umstieg von Zope und Python auf Java-EE-Technologie.
Im Februar 2007 wurde Nuxeo 5.0 als erste stabile Version veröffentlicht.

## Unternehmen Nuxeo SA
Das Unternehmen Nuxeo wurde 2000 von Stefane Fermigier gegründet und beschäftigt etwa 35 Mitarbeiter. Der Hauptsitz ist in Paris, Frankreich, mit Unternehmensstandorten in den USA (New York und Kalifornien).